# 憑物語
『憑物語』（ツキモノガタリ）は、西尾維新による日本の青春怪異小説。〈物語〉シリーズの第10弾（通巻13巻目）として講談社BOXレーベルにて2012年9月に刊行された。イラストはVOFAN。
2014年12月31日にTOKYO MX、BS11、ニコニコ生放送にて『憑物語』のテレビアニメが全4話一挙放送された。

## 概要
現代の怪異を描き、大ヒットした『化物語』のその後を描いた〈物語〉シリーズ・ファイナルシーズン終焉三部作の第一弾。話数表記およびサブタイトルは第体話「よつぎドール」となっている。『偽物語』最終話「つきひフェニックス」に登場した憑喪神の童女・斧乃木余接（おののきよつぎ）がメインに据えられている。
前作『恋物語』は1月から2月の頭にかけての時期だったが、本作はその後の2月中旬の時期になる。セカンドシーズンでは語り手は主にヒロインズが担当していたが、本作では再びファーストシーズンの主人公である阿良々木暦（あららぎこよみ）が担当する。本作では彼の身に異変が起こり、シリアスパートの比重が高くなっている。アニメ『偽物語』の完結後に初めて刊行された巻であり、アニメ化に関するネタが入っている。発売日は2012年9月26日で、「偽物語 アニメコンプリートガイドブック」と同時に発売された。
パッケージイラストにはUFOキャッチャーと余接が描かれている。小説のパッケージイラストに余接が描かれるのは今回が初。
本書の発売にあわせてアニメイトでは「『憑物語』発売記念グッズ同時購入キャンペーン」が実施された。9月26日から10月14日までの間に〈物語〉シリーズ関連の書籍と関連グッズを同時購入するとアニメ『化物語』か『偽物語』のイラストが描かれたポストカードがもらえるというもの。
売上部数は2012年10月14日までの3週間で約18万部。また、前作『恋物語』に引き続きBOOK（総合）ランキングで2週連続で1位を獲得した。

## あらすじ
高校三年生の阿良々木暦は、大学受験を控えた受験生である。2月のある日、暦は妹と風呂に入っている時に自分の体に異変が起こっていることに気づく。自分の体が鏡に映らない。また、妹に踏まれ、骨折したはずの足の指も信じられないスピードで回復して行く。まるで、吸血鬼のように。実は暦の影の中には吸血鬼の幼女・忍野忍（おしのしのぶ）が住んでおり、彼女に血を吸わせると、しばらくの間、吸血鬼の力を得ることができるのだが、暦は最近、忍に血を与えてはいなかったにも関わらず、まるで自分が吸血鬼になったような現象が起きていることに気付く。
この謎を解くために、暦は不死身の怪異の専門家である影縫余弦（かげぬいよづる）と斧乃木余接（おののきよつぎ）に助けを求める。余弦の診断によると暦が怪異に対抗するために幾度となく吸血鬼化してきた影響で、忍の眷属としての吸血鬼ではなく、暦自身が「生まれつきの吸血鬼」になってきているらしい。そして、それを元に戻す方法は、無い。これ以上吸血鬼のスキルを使うと二度と人間に戻れなくなる……。暦は二度と吸血鬼の力を使わないと誓うのだが、その矢先にさらなる悪い知らせが入ってくる。友達の神原駿河（かんばるするが）の家に遊びに行っていた妹の火憐（かれん）と月火（つきひ）が何者かに誘拐されてしまったのだ。

## 登場キャラクター
阿良々木 暦（あららぎ こよみ）
声 - 神谷浩史
本シリーズの主人公。私立直江津高校の3年生男子。春休みに吸血鬼に出会ってから、首筋にできた噛み傷を隠すために髪を伸ばし始めた。当初は噛み傷を隠す目的だったが、切るタイミングを失い、いつのまにか背中の半分くらいまで行っている。普段は殆ど人間だが、忍に血を吸われることで吸血鬼としての不死の力を使うことができる。
忍野 忍（おしの しのぶ）
声 - 坂本真綾
かつて暦を襲った女吸血鬼キスショット・アセロラオリオン・ハートアンダーブレードのなれの果て。外見は8歳児ほどの金髪の幼女だが、実年齢はおよそ600歳。普段は暦の影に潜んでおり、ほぼ無力だが、暦の血を吸うことで吸血鬼としての力を取り戻すことができる。ドーナツが大好物。
斧乃木 余接（おののき よつぎ）
声 - 早見沙織
死体から造られた憑喪神の童女。人形のようにいつも無表情。肉体の一部を一瞬で肥大化させて攻撃する「例外のほうが多い規則（アンリミテッド・ルールブック）」という必殺技を持つ。この技は反作用を利用することで移動にも転用できるが、通常の人間では急激な気圧の変化に耐えられない。怪異であるため、他者の影響を受けやすく、会うたびにキャラクターが変わっている。少し前に貝木という詐欺師に会っており、今回はその悪影響が出ている。貝木によると斧乃木は影縫の監視役らしい。語尾に「イエーイ」とつける癖があったが貝木に「次言ったらぶっ飛ばすからな」と言われた。
影縫 余弦（かげぬい よづる）
声 - 白石涼子
不死身の怪異を専門とする陰陽師の女性。余接を式神として従えている。地面を歩けない呪いを受けており、いつも余接の上やブロック塀の上などを歩いている。人間離れした力を持つが、その力はあくまで不死身の怪異を相手取るために特化しており、ただの人間には使えない。
阿良々木 火憐（あららぎ かれん）
声 - 喜多村英梨
暦の大きい方の妹。空手をやっている肉体派。兄である暦を容赦なくボコボコにする。夏休みにポニーテイルを切り落としたが、徐々に伸びてきており、今では小さな尻尾が作れるほどになっている。
阿良々木 月火（あららぎ つきひ）
声 - 井口裕香
暦の小さい方の妹。和服が似合う頭脳派。以前は髪形をころころ変えていたが、ある時期から髪を伸ばし続けており、今では足首に届きそうなロングヘアになっている。暦と一番風呂を争って結局一緒に入るはめになる。
神原 駿河（かんばる するが）
直江津高校2年生女子。豪邸と言って良い日本家屋に住んでいるが、片付けが苦手で部屋がものすごく汚く、暦が時々部屋を掃除している。自他共に認める「ド変態」。その発言はもはやセクハラ以外の何ものでもない。火憐、月火とパジャマパーティーをしていたが、3人共誘拐されてしまう。
戦場ヶ原 ひたぎ（せんじょうがはら ひたぎ）
声 - 斎藤千和
暦の恋人。直江津高校3年生だが、既に推薦が取れている。かつては毒舌家だったが、今では暦と良好な関係を築いており、「こよこよ」と愛称で呼ぶ。
臥煙 伊豆湖（がえん いずこ）
怪異の専門家の元締め。忍野メメや貝木泥舟といった怪異の専門家達の大学時代の先輩にあたり、何でも見抜いて「何でも知っている」と言ってのける女性。暦の体に起こった異変を見抜き、余接と会えるようにセッティングする。
忍野 扇（おしの おうぎ）
声 - 水橋かおり
12月頃に直江津高校に転校してきた1年生の女子生徒。メメの姪を自称しており、他人を見透かしたような言動をする。捻じ曲がったものが嫌いで、ちゃんとしていることを好む。
手折 正弦（ており ただつる）
声 - 子安武人
不死身の怪異を専門とする人形使い。臥煙伊豆湖のネットワークに属していないはぐれ者で、怪異に対して美的好奇心を抱いている。線の細い若者で、質素な服装をしている。千羽鶴ややっこさんなどの折り紙を使う。

## 書籍
- 西尾維新（著） / VOFAN（イラスト） 『憑物語』 講談社〈講談社BOX〉、2012年9月26日第1刷発行（9月27日発売[5]）、ISBN 978-4-06-283812-2

## テレビアニメ
2012年12月31日に放送された『猫物語（黒）』と同様に、2014年12月31日にスペシャル番組として、TOKYO MX、BS11、ニコニコ生放送の3メディアにおいて同時放送・配信された。

### スタッフ
- 原作 - 西尾維新（講談社BOX）
- キャラクター原案・提供バックイラスト - VOFAN
- 総監督 - 新房昭之
- 監督 - 板村智幸
- シリーズ構成 - 東冨耶子、新房昭之
- キャラクターデザイン - 渡辺明夫
- 総作画監督 - 渡辺明夫、岩崎たいすけ
- 美術設定 - 大原盛仁
- プロダクションデザイン - 武内宣之
- メインアニメーター - 松浦力、小堺能夫、新垣一成
- 美術監督 - 内藤健
- カラーデザイン - 滝沢いづみ
- 色彩設定 - 日比野仁
- ビジュアルエフェクト - 酒井基
- 撮影監督 - 江上怜
- 編集 - 松原理恵
- 音響監督 - 鶴岡陽太
- 音楽 - 羽岡佳
- 音楽制作 - アニプレックス
- 音楽プロデューサー - 山内真治
- プロデューサー - 岩上敦宏、松下卓也、久保田光俊
- アニメーション制作 - シャフト
- 製作 - アニプレックス、講談社、シャフト

### 主題歌
オープニングテーマ「オレンジミント」
作詞 - meg rock / 作曲・編曲 - ミト / 歌 - 斧乃木余接（早見沙織）
エンディングテーマ「border」
作詞 - meg rock / 作曲・編曲 - 重永亮介 / 歌 - ClariS

### 各話リスト
| 話     | サブタイトル        | 脚本     | 絵コンテ          | 演出       | 作画監督                                                                |
| ------ | ------------------- | -------- | ----------------- | ---------- | ----------------------------------------------------------------------- |
| 第体話 | よつぎドール 其ノ壹 | 木澤行人 | 黒沢守            | 宮本幸裕   | 岩崎だいすけ、新垣一成、高野晃久、西澤真也                              |
| 第体話 | よつぎドール 其ノ貳 | 木澤行人 | 関野昌弘          | 岡田堅二朗 | 小堺能夫、宮嶋仁志、吉田南 澤田美香、小岩井マサキ                       |
| 第体話 | よつぎドール 其ノ參 | 中本宗応 | 久保山英一        | 大橋一輝   | 高野晃久、渡辺絵美、牛島希、築山翔太                                    |
| 第体話 | よつぎドール 其ノ肆 | 中本宗応 | 数井浩子 板村智幸 | 板村智幸   | 宮井加奈、宮嶋仁志、岩崎だいすけ 小岩井マサキ、小堺能夫、吉田南、安食圭 |

### 放送局
| 放送期間       | 放送時間               | 放送局   | 対象地域・備考              |
| -------------- | ---------------------- | -------- | --------------------------- |
| 2014年12月31日 | 水曜 22:00 - 23:58     | TOKYO MX | 東京都                      |
|                | 水曜 22:00 - 木曜 0:00 | BS11     | 日本全域 / 『ANIME+』枠     |
| 2015年1月18日  | 日曜 21:00 - 23:00     | AT-X     | 日本全域 / リピート放送あり |

| 配信期間       | 配信時間               | 配信サイト     |
| -------------- | ---------------------- | -------------- |
| 2014年12月31日 | 水曜 22:00 - 木曜 0:00 | ニコニコ生放送 |

### Blu-ray / DVD
| 巻数   | サブタイトル       | 収録話                                                                             | 発売日         | コメンタリー                                                                                       | 限定版付属CD                                |
| ------ | ------------------ | ---------------------------------------------------------------------------------- | -------------- | -------------------------------------------------------------------------------------------------- | ------------------------------------------- |
| 第一巻 | よつぎドール（上） | よつぎドール 其ノ壹 - 其ノ貳                                                       | 2015年2月4日   | 斧乃木余接、忍野忍                                                                                 | 「オレンジミント」 ＆憑物語劇伴音楽集其ノ壹 |
| 第二巻 | よつぎドール（下） | よつぎドール 其ノ參 - 其ノ肆                                                       | 2015年3月4日   | 斧乃木余接、阿良々木月火                                                                           | あとがたり完全版 ＆憑物語劇伴音楽集其ノ貳   |
| BOX    | -                  | 『憑物語』全4話 『暦物語』全12話 『終物語』全20話、総集篇全2話 『続・終物語』全6話 | 2022年12月21日 | 以前に発売された『憑物語』 『暦物語』『終物語』『続・終物語』の BD / DVDに収録されたものを全て収録 | -                                           |